# Jim Burns
James Burton Burns, detto Jim (McLeansboro, 21 settembre 1945 – 11 dicembre 2020), è stato un cestista statunitense, professionista nella NBA e nella ABA.

## Carriera
Venne selezionato al quarto giro del Draft NBA 1967 (34ª scelta assoluta) dai Chicago Bulls. Tagliato dai Bulls dopo tre partite della stagione 1967-68, passò ai Dallas Chaparrals della ABA.
Durante la stagione la rottura del tendine di Achille mise fine alla sua carriera.

## Palmarès
- NCAA AP All-America Third Team (1967)